# Giuseppe Berto
Giuseppe Berto (27 de diciembre de 1914-1 de noviembre de 1978) fue un escritor italiano. Es conocido por sus novelas, entre ellas Il cielo è rosso (El cielo está rojo) e Il male oscuro; también escribió para el cine.

## Trabajos selectos
- Il cielo è rosso
- Il male oscuro
- La Passione secondo noi stessi'
- La gloria